# Et la parole fut
Pour les articles homonymes, voir Parole (homonymie).

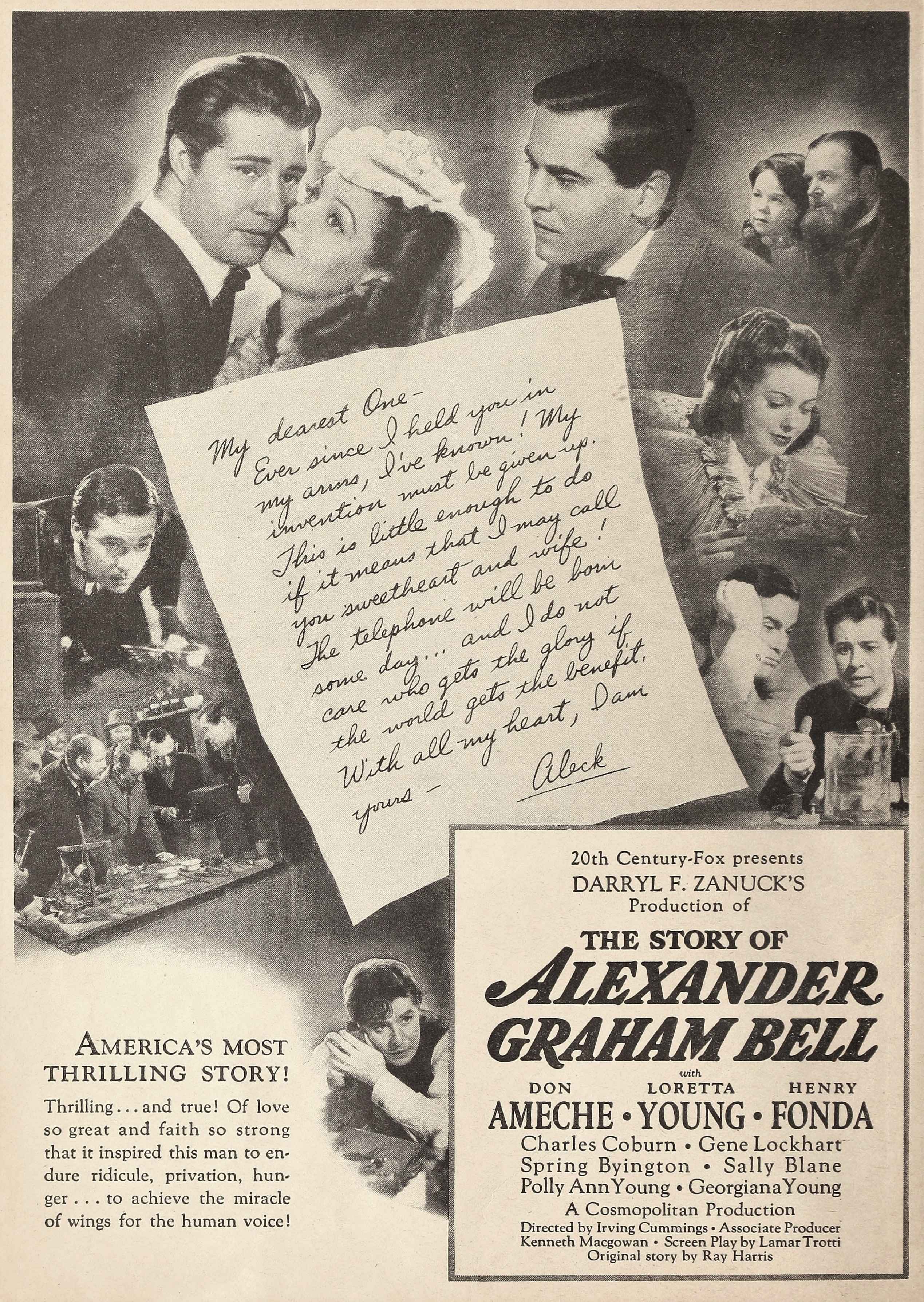
Affiche publicitaire du film Et la parole fut datant de 1939.

Et la parole fut (The Story of Alexander Graham Bell) est un film biographique américain réalisé par Irving Cummings, sorti en 1939.

## Synopsis
La vie et l’œuvre de Alexander Graham Bell, l'inventeur du téléphone.

## Fiche technique
- Titre : Et la parole fut
- Titre original : The Story of Alexander Graham Bell
- Réalisation : Irving Cummings
- Scénario : Lamar Trotti d'après une histoire de Ray Harris
- Production : Darryl F. Zanuck et Kenneth Macgowan (associé)
- Société de production : 20th Century Fox
- Société(s) de distribution : 20th Century Fox
- Photographie : Leon Shamroy
- Montage : Walter Thompson
- Directeur musical : Louis Silvers
- Musique : Ernst Toch
- Direction artistique : Richard Day et Mark-Lee Kirk
- Costumes : Royer et Sam Benson
- Pays d'origine :  États-Unis
- Langue originale : anglais
- Format : noir et blanc — 1,37:1 — Format 35 mm — son : Mono (Western Electric Microphonic Recording)
- Genre : drame, biographie
- Durée : 98 minutes
- Dates de sortie : 
  - États-Unis : 1er avril 1939
  - France : 2 août 1939
- Affiche : Jacques Bonneaud (France)

## Distribution
- Don Ameche : Alexander Graham Bell
- Loretta Young : Mme Mabel Bell
- Henry Fonda : Thomas A. Watson, assistant de Graham Bell
- Charles Coburn : l'avocat Gardiner Greene Hubbard, beau-père de Graham Bell
- Gene Lockhart : Thomas Sanders
- Spring Byington : Mme Hubbard
- Sally Blane : Gertrude Hubbard
- Polly Ann Young : Grace Hubbard
- Georgiana Young : Berta Hubbard
- Bobs Watson : George Sanders
- Russell Hicks : M. Barrows
- Paul Stanton : Chauncey Smith
- Jonathan Hale : le Président de la Western Union
- Harry Davenport : le juge Rider
- Beryl Mercer : la reine Victoria
- Charles Trowbridge : George Pollard

Acteurs non crédités :
- Nora Cecil : Mlle Jenkins
- Fern Emmett : la servante de Mac Gregor
- Crauford Kent : un général
- John Elliott : un banquier